# Takahiro Shiraishi
Takahiro Shiraishi (白石隆浩?, Shiraishi Takahiro; Machida, 9 ottobre 1990 – Tokyo, 27 giugno 2025) è stato un serial killer giapponese.
Venne soprannominato dai media "Twitter Killer", in quanto adescava le sue vittime utilizzando la suddetta app di microblogging. A Zama uccise nove persone, per lo più ragazze adolescenti, tra l'agosto e l'ottobre 2017.

## Antefatti
Takahiro Shiraishi viveva in un appartamento a Zama, città nella prefettura di Kanagawa. Avvalendosi di Twitter, cercava e contattava persone con tendenze suicide, chiedendo loro di venire a casa sua in modo da poterle guardare mentre si suicidavano, oppure offrendosi di ucciderle lui stesso. Un suo amico ha riferito come, da piccolo, prendesse parte a giochi di soffocamento con i compagni di scuola; i segni delle sue successive vittime indicavano che erano state strangolate a morte.
Prima di trasferirsi a Zama, Shiraishi aveva lavorato come scout, persone che attirano le donne nei bordelli per avviarle all'industria del sesso, a Kabukichō, il più grande quartiere a luci rosse di Tokyo. In quel periodo, alcune persone avevano iniziato ad avvertire gli abitanti del posto, descrivendolo come un "esploratore inquietante". Shiraishi si è poi trasferito da Tokyo in un appartamento a Zama nell'agosto 2017.

## Indagine e arresto

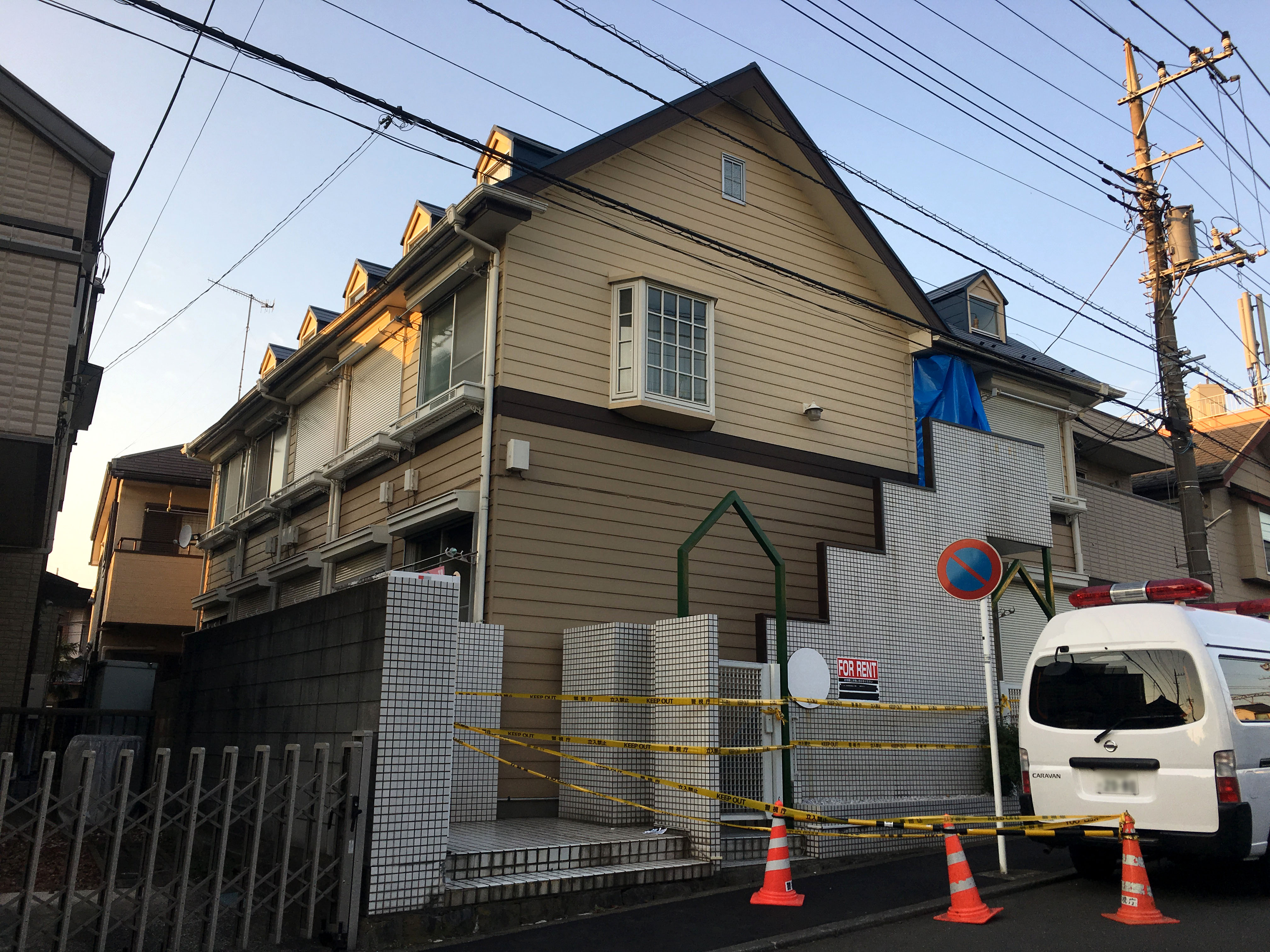
Il complesso di appartamenti dove sono stati trovati i corpi

Dopo la scomparsa di una ragazza di 23 anni, il fratello ha sporto denuncia presso la polizia e ha contemporaneamente avviato una serie di indagini private; queste lo hanno portato a una donna che lo ha aiutato a contattare Shiraishi, facendo da esca e fissando un appuntamento alla stazione di Machida.
Dopo che la donna non si presentò all'appuntamento, Shirashi tornò a casa e venne seguito dalla polizia fino al suo appartamento.
Una volta nella casa del ragazzo, gli agenti chiesero dove fosse la ragazza scomparsa. Shiraishi ha indicato un congelatore. La polizia ha in seguito trovato in casa nove cadaveri, tutti smembrati. I vicini hanno confermato gli eventi confermando che dalla casa provenivano cattivi odori di carne in decomposizione. Le nove vittime erano otto donne e un uomo, tutti di età compresa tra 15 e 26 anni.
Shiraishi ha affermato che il suo movente era il sesso; usava la vulnerabilità delle sue vittime per manipolarle e aggredirle sessualmente, realizzando le sue fantasie e non dovendosi preoccupare che negassero i suoi approcci.
Il 1º ottobre 2020, Shiraishi si è dichiarato colpevole di nove omicidi e il 15 dicembre 2020 è stato condannato a morte; l'avvocato ha dichiarato che Shirashi non chiederà appello contro la sua sentenza.
La condanna a morte di Shiraishi è stata resa definitiva nel gennaio 2021 ed è stata eseguita per impiccagione il 27 giugno 2025.